# جائزة فرنسا الكبرى للدراجات النارية 1970
جائزة فرنسا الكبرى للدراجات النارية 1970 هو سباق دراجات نارية أقيم بتاريخ 17 مايو 1970 في حلبة دي لا سارث. كان الجولة الثانية من أصل 12 في سباق الجائزة الكبرى للدراجات النارية موسم 1970. فاز الإيطالي جياكومو أغوستيني بفئة 500 سي سي بينما جاء النيوزلندي جينجر مولوي في المركز الثاني وحصل على المركز الثالث الإيطالي ألبرتو باجاني.

## وصلات خارجية
- الموقع الرسمي